# La Fortune des Rougon
Les Rougon-Macquart : La Fortune des Rougon ou Les Rougon-Macquart : Les Origines est un roman d’Émile Zola publié en 1871, premier volume de la série Les Rougon-Macquart. Le cadre est une petite ville appelée Plassans, qui correspond à Aix-en-Provence, où Zola a passé son enfance et une partie de sa jeunesse, et à Lorgues, dans le Var, où se sont déroulés en décembre 1851 les événements insurrectionnels décrits dans le roman. L'ouvrage a un triple intérêt :
- comme Zola le décrit dans sa préface, c'est le roman des origines. Il marque le début de la généalogie des Rougon-Macquart, qui commence avec Adélaïde Fouque, dite Tante Dide, née en 1768. Elle épouse un certain Rougon, jardinier, dont elle a un fils, Pierre Rougon. À la mort de son mari, elle vit en concubinage avec Macquart, contrebandier, avec qui elle a une fille, Ursule Macquart, et un garçon, Antoine Macquart. Après la mort de Macquart, elle se reclut dans la solitude. Ses trois enfants donnent naissance aux trois branches de la famille :
  - les Rougon, chez qui prédomine l’appât du gain et l’appétit du pouvoir,
  - les Mouret (mariage d’Ursule avec un chapelier ainsi nommé), branche où la fragilité mentale de l’aïeule réapparaît souvent,
  - les Macquart, branche la plus fragile, chez qui se retrouve la folie d’Adélaïde mêlée à l'ivrognerie et à la violence de son amant ;
- il correspond aux débuts du Second Empire, cadre temporel dans lequel se situent tous les romans jusqu’à La Débâcle (guerre de 1870 et déroute de Napoléon III). L’action de La Fortune des Rougon se déroule en effet dans les jours qui suivent le coup d'État du 2 décembre 1851 : les Rougon profitent de ce coup d’État pour s’emparer du pouvoir politique à Plassans ;
- il raconte enfin une histoire d’amour entre Silvère Mouret (fils d’Ursule) et Miette, fille d’un braconnier condamné aux galères. L’histoire finit mal : les deux jeunes gens participent à la résistance au coup d'État du 2 décembre 1851 en Provence ; Miette est tuée pendant les combats tandis que Silvère est fusillé par un gendarme, sans que ni son oncle ni ses cousins Rougon n'interviennent pour le sauver. Adélaïde Fouque, qui a assisté à la scène, devient folle et est enfermée dans un asile. Elle est alors âgée de 83 ans mais survit jusqu’au dernier roman (Le Docteur Pascal), s’éteignant à l’âge de 105 ans.

## La Fortune des RougonouLes Origines
Dans sa préface du 1er juillet 1871, Zola explique :

« […] le premier épisode : la Fortune des Rougon, doit s’appeler de son titre scientifique : les Origines »

— Émile Zola, La Fortune des Rougon, Préface.
L'auteur présente dans son introduction ce que sont pour lui les Rougon-Macquart : une étude anthropologique, et La Fortune des Rougon en est le prologue. Ce roman pose les jalons du cycle littéraire, c'est le roman « des origines ». Quand Zola l'écrit, il a déjà conçu l'arbre généalogique d'Adelaïde Fouque, matriarche de la famille, et la destinée des descendants de celle-ci. Le titre du premier opus donne les bases des romans suivants : les Rougon, qui jusque-là sont peu heureux en affaires, vont devenir de riches bourgeois ; il nous indique que les personnages principaux de l'histoire ne sont ni Silvère, ni Miette, ni Macquart, mais bien la branche des Rougon ; et enfin, c'est l'opportunisme, la bonne fortune des Rougon qui profitent du coup d’État du 2 décembre 1851 de Louis-Napoléon Bonaparte pour progresser socialement.

## Histoire du roman

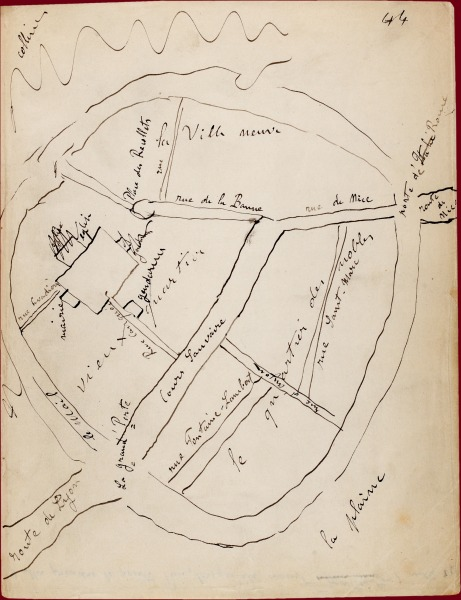
Plan de Plassans réalisé par Émile Zola, compris dans le dossier préparatoire de La Conquête de Plassans.

### Influence et travaux préparatoires
D'après Martin Kanes, La Fortune des Rougon serait inspirée du roman Pierrette d'Honoré de Balzac, dont le sujet est la lutte provinciale entre deux branches d'une famille : les Rogron-Auffray.
Zola devient un maître du naturalisme avec la rédaction des Rougon-Macquart. Pour chacun de ses romans, il élabore un long dossier préparatoire, n'hésitant pas, une fois qu'il eut acquis des moyens financiers, à se rendre sur place, afin d'en décrire fidèlement le cadre. Le dossier préparatoire comprend diverses sections qui, comme tout dossier, ne sont pas forcément classées par ordre chronologique.
La première partie, nommée « Plan de La Fortune des Rougon », comprend d'abord deux croquis géographiques, l'un représentant les alentours de la ville de Plassans et l'itinéraire pris par les insurgés, l'autre étant la définition de l'aire Saint-Mittre, un terrain vague de la commune. Pour chacun des deux croquis, on constate, grâce aux nombreuses ratures et rectifications, que leur configuration a eu le temps de mûrir dans la tête de l'auteur. Ainsi, le tracé de la rivière « la Viorne » se trouve fortement modifié.
La partie présente ensuite un plan détaillé par chapitre. Le roman comporte alors onze (XI) chapitres, alors que le manuscrit final n'en comprend que sept (VII).
Pour chacun des chapitres, il y a quatre étapes : le numéro du chapitre, la date à laquelle il se passe, les points importants et les points de détail nécessaires à l'auteur pour construire le texte. Ainsi, pour le premier chapitre, on peut lire :

« Chapitre I. Dimanche soir 7
Promenade de Miette et Silvère - La bande insurrectionnelle
[...] Silvère habite avec sa grand-mère une petite maison [...] ayant un seul rez-de-chaussée et située dans une ruelle donnant sur la grande route... »

— Émile Zola, Dossier préparatoire de La Fortune des Rougon, Plan
La seconde section est intitulée « Plans. Histoire naturelle et sociale d'une famille au XIXe siècle ». Bien que ce titre corresponde quasiment au sous-titre des Rougon-Macquart, la partie n'est consacrée qu'au premier roman.
La section commence par une liste de questions posées par Zola à lui-même.

« Un chef-lieu d'arrondissement, ayant une sous-préfecture, a-t-il une garnison ? »

— Émile Zola, Dossier préparatoire de La Fortune des Rougon, Plan
Cela met en lumière, la volonté de Zola de décrire avec une précision scientifique l'univers qu'il décrit.
Zola donne ensuite un agencement chronologique et spatial de ses chapitres qu'il nomme « Dates des faits ». L'auteur liste donc l'endroit où se situe le chapitre, le personnage central, la date et, pour certains chapitres, la durée. On y trouve également dans les deux coins de page un calendrier et un résumé succinct des événements du coup d'État à Paris. Zola a vraisemblablement rédigé cette page avant son plan détaillé car, outre le fait qu'elle ne contient aucune précision, on trouve ici des noms qui ne sont pas ceux définitifs : ainsi, Antoine Macquart s'appelle alors Antoine « Machart » et Plassans est nommée « Rolleboise ».
On trouve ensuite un résumé des événements historiques. D'abord, Zola s'intéresse succinctement à la capitale et aux événements de la capitale les 2, 3 et 4 décembre 1851. La suite, beaucoup plus détaillée concerne les faits historiques à Marseille, Brignoles, Draguignan et Lorgues entre le 3 décembre 1851 et le 8 décembre 1851. Les informations relatées s'intéressent particulièrement à la propagation de la nouvelle du coup d'État et à la marche des insurgés qui est au cœur du roman. Zola prouve ici aussi sa volonté de situer son roman au plus près de la vérité historique.
Le dossier préparatoire comporte ensuite des brouillons de plan, de préface et de publicité.

### Rédaction

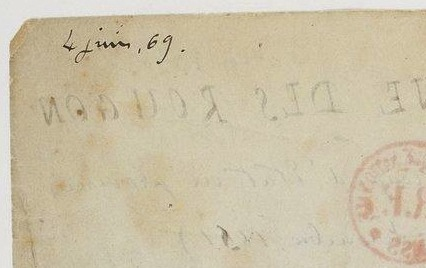
Le verso de la première page du manuscrit de La Fortune des Rougon, où figure la date du 4 juin 1869.

Après avoir constitué son dossier préparatoire sur le roman, Zola commence la rédaction de La Fortune des Rougon. Pour Paul Alexis, auteur en 1882 de la première biographie du romancier : Émile Zola. Notes d'un ami, la rédaction aurait commencé en mai 1869. Il précise que l’œuvre était en cours d'écriture, aux environs du 15 septembre 1869, lorsque le biographe rencontra le naturaliste pour la première fois.
Pour Colette Becker, l'auteur avait pour habitude de faire figurer au verso de la première page du manuscrit de ses romans une date qui serait celle du début de rédaction. Ici, on retrouve la date du 4 juin 1869. La professeure précise que le roman a dû être terminé vers la fin de l'année 1869 car La Curée, second roman du cycle, commença à être écrit au début de l'année suivante. Cependant, elle rapporte également une correspondance de Zola à Edmond de Goncourt, en date du 15 juillet 1870, où le naturaliste dit qu'il est en train d'achever « au jour le jour » le roman.

### Publication

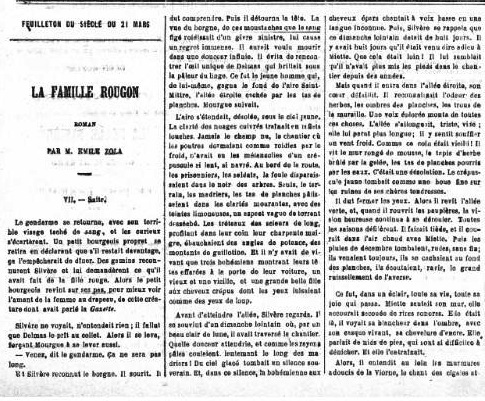
Extrait du feuilleton du journal Le Siècle du 21 mars 1871.

La Fortune des Rougon paraît d'abord sous forme de feuilleton dans le journal Le Siècle à partir du 28 juin 1870. Bien que les premiers chapitres eussent été prêts quasiment une année auparavant, « de mauvaises volontés » empêchèrent une parution antérieure.
La publication se trouve cependant interrompue au sixième chapitre par le déclenchement de la guerre franco-allemande, le 19 juillet 1870. Ironiquement, la parution du roman de Zola relatant la naissance du Second Empire est ainsi suspendue par la guerre qui y mettra fin. La fin des feuilletons est publiée dans le journal du 18 au 21 mars 1871 ; le nom du roman est alors La Famille Rougon.
Zola prépare ensuite la parution du roman en volume à la Librairie internationale Lacroix et Verbœckhoven en rédigeant des « réclames » qu'il a ensuite intégrées à son dossier préparatoire. En voici un exemple :

« Nous recommandons une œuvre nouvelle de M. Émile Zola, "La Fortune des Rougon", en vente à la Librairie internationale. C'est un roman, mais un roman politique, qui ne sera pas trop déplacé en ces temps d'indifférence littéraire. L'auteur raconte le coup d'État en province. Il montre les violences de ce coup de main qu'on voudrait aujourd'hui renouveler. Le drame qu'il a choisi est poignant et donne à réfléchir. »

— Émile Zola, Dossier préparatoire de La Fortune des Rougon, Réclames.
Le roman paraît finalement le 14 octobre 1871. Cependant, l'édition qui est connue aujourd'hui est celle datant de 1873. En effet, en 1872, Georges Charpentier, qui a repris l’œuvre, édite un texte fortement modifié par Émile Zola.

### Accueil
Le roman suscite peu de ventes, en dépit de la publicité réalisée par l'auteur et de l'effort de celui-ci pour faire connaître son œuvre au moyen du cercle d'influence qu'il s'est créé grâce à ses activités journalistiques.
Samuel Hayat, docteur en science politique, explique que cela peut être imputé à l'écriture hésitante de Zola, au choix d'un récit se déroulant en l'espace de quelques jours, à l'obligation de donner l'histoire de la famille ou encore à l'idylle inutile de Silvère et Miette. Mais, pour S. Hayat, la raison principale est que la Fortune des Rougon met mal à l'aise en dévoilant des « mécanismes psychologiques et sociaux profondément ancrés et vrais, mais habituellement refoulés, dissimulés ».
D'autre part, l'époque de parution correspond à une période de changement historique et de clivages très importants entre républicains, monarchistes et bonapartistes. Le roman se voulant un récit au plus près de la vérité, il a pu déplaire à un grand nombre.
Cependant, deux jugements adressés à Zola diffèrent des autres car ils proviennent d'auteurs. Ainsi, le 25 octobre 1871, Zola reçoit de la part de Victor Hugo :

« Votre comédie est tragique. Je vous lis, mon éloquent et cher confrère, et je vous relirai. Le succès, c'est d'être lu ; le triomphe, c'est d'être relu. Vous avez le dessin ferme, la couleur franche, le relief, la vérité, la vie. Continuez ces études profondes. Je vous serre la main ! »

— Victor Hugo, Lettre à Émile Zola.
Et le 1er décembre 1871, c'est Gustave Flaubert qui lui écrit :

« Je viens de finir votre atroce et beau livre ! J'en suis encore étourdi. C'est fort ! Très fort ! »

— Gustave Flaubert, Lettre à Émile Zola.
La publication de L'Assommoir en 1876 relancera l’intérêt du public pour le cycle des Rougon-Macquart. En effet, bien que jugé scandaleux au moment de sa sortie, le septième opus s'avère être un grand succès et il entraîne avec lui les précédents romans, assurant une aisance financière à Zola.
Selon Alain Pagès, professeur de littérature à l'Université Sorbonne Nouvelle, entre la fin des années 1950 et 2006, trente millions d'exemplaires « de poche » des Rougon-Macquart ont été vendus, faisant de Zola un des plus grands auteurs classiques. Pagès explique cependant que La Fortune des Rougon ne se trouve pas dans les neuf romans les plus vendus du cycle.

## Résumé par  chapitre
Le roman étant naturaliste, Zola prend soin de présenter les lieux et les personnages parallèlement au déroulement des faits rapportés. L'édition de 1873 parue chez Charpentier comportait sept chapitres, chacun d'eux ayant une fonction propre.

### Chapitre I: la marche des républicains
Le chapitre commence par la description de la ville de Plassans, et de l'aire Saint-Mittre, ancien cimetière qui au fil du temps s'est mué en terrain vague. Le soir du 7 décembre 1851, vers sept heures, Silvère s'occupe avec une carabine en attendant Miette. Les deux jeunes amoureux, tous deux idéalistes, se retrouvent et voient la marche des républicains insurgés progresser à travers la ville. 

### Chapitre II: Plassans et les Rougon
On retrouve une nouvelle description de la ville de Plassans. La commune est divisée en trois quartiers : un quartier « noble » appelé quartier Saint-Marc, le vieux quartier où se trouvent notamment la mairie, la gendarmerie ainsi que les classes « populeuses », et la ville neuve qui abrite la bourgeoisie.
Vient ensuite la présentation de la famille Rougon. Les Fouque étaient la plus riche famille maraîchère de la région sous l'Ancien Régime. Elle s'est éteinte peu à peu après la Révolution et une seule fille a survécu : Adélaïde Fouque. Celle-ci « a le cerveau fêlé ».
Adélaïde Fouque a trois enfants : Pierre, issu de son mariage avec Rougon, et Antoine et Ursule, nés de sa relation avec Macquart. Pierre tente par tous les moyens de s'enrichir, quitte à léser sa mère ainsi que son demi-frère et sa demi-sœur. Il épouse Félicité Puech, fille d'un marchand d'huile, et se lance dans la gestion de ce commerce. Ils échouent à devenir riche et prennent leur retraite dans un appartement modeste de Plassans, après avoir eu cinq enfants : Eugène, Pascal, Aristide, Sidonie et Marthe.

### Chapitre III
Dès 1848, le salon jaune des Rougon devient un lieu de réunion pour des personnalités de la ville aux opinions anti-républicaines : le marquis de Carnavant, qui pourrait faire la fortune de Félicité si Henri V venait à devenir roi, monsieur Granoux, un ancien marchand d'amandes, monsieur Roudier, un riche propriétaire, le commandant Sicardot, beau-père d'Aristide, et Vuillet, un libraire.
En avril 1849, Eugène, ayant quitté Paris pour quinze jours, fait un marché avec son père : s'il soutient Louis-Napoléon Bonaparte, il pourra devenir receveur particulier à Plassans. Aristide est républicain par opportunisme. Lorsque la nouvelle du coup d'État arrive à Plassans, il préfère attendre pour se ranger du côté des vainqueurs. Pierre Rougon, manipulé par sa femme, décide de rester à Plassans, à la tête du corps de réserve, afin de rétablir l'ordre dans la ville. Ce faisant, il ne prend pas le risque d'être tué en combattant les insurgés, mais pourra tout de même être vu comme un soutien de l'Empereur.

### Chapitre IV
En 1815, Antoine Macquart revient à Plassans et comprend que son frère a arnaqué sa mère durant son absence. Bien que réfractaire au travail, il devient vannier afin de subvenir à ses besoins. Il épouse Joséphine Gavaudan, qui travaille suffisamment pour lui permettre d'abandonner son activité. Ils ont ensemble trois enfants : Lisa, Gervaise et Jean. Macquart, devenu républicain, cherche des alliés pour nuire à Rougon : Aristide refuse, mais Silvère commence à le fréquenter.
Lorsque le coup d'État éclate, Silvère crève malencontreusement l'œil du gendarme Rengade. Macquart tente d'arrêter Rougon, mais ce dernier est réfugié chez sa mère. Il convainc alors les insurgés, qui s'apprêtent à quitter Plassans, qu'il peut tenir la ville avec une vingtaine d'hommes.

### Chapitre V
Après que son père a été condamné pour meurtre, Miette a été placée chez sa tante, Eulalie, son mari, Rébufat, et leur fils Justin. À la mort de sa tante, elle a été traitée comme une ouvrière agricole par son oncle et son cousin. Elle est devenue amie avec Silvère, avec qui elle parlait en se penchant sur un puits partagé entre sa famille et Adélaïde Fouque.
En 1851, après avoir continué à marcher avec Silvère et la troupe des insurgés, Miette est abattue par la troupe. Silvère est capturé.

### Chapitre VI
Rougon, à la tête d'une quarantaine d'hommes, réussit à reprendre l'Hôtel de Ville aux insurgés sans effusions de sang. Il capture son frère. La situation reste cependant confuse, la population ne sachant pas si le coup d'État a réussi, ni si les républicains comptent revenir à Plassans. Aristide n'ose pas rejoindre ses parents, malgré l'insistance de sa mère. Vuillet hésite à publier sa Gazette, de peur de choisir le mauvais camp. Quand il finit par écrire un article à charge contre les insurgés, Félicité comprend que, devenu directeur des postes, il a intercepté la correspondance d'Eugène dans laquelle ce dernier annonce la victoire du prince Louis.
Félicité libère Antoine Macquart et lui certifie qu'il pourra reprendre l'Hôtel de Ville avec ses camarades insurgés durant la nuit. Macquart flaire le guet-apens, mais accepte en échange de sa liberté et de mille francs. Plusieurs insurgés sont tués, mais il reste en vie. Rougon, d'abord moqué pour ses faits d'armes peu glorieux, regagne en popularité à Plassans, juste avant que l'armée n'arrive en ville.

## Personnages
Les personnages de La Fortune des Rougon appartiennent à quatre générations successives, et on retrouve la majorité d'entre eux dans d’autres volumes de la série Les Rougon-Macquart.

### 1regénération

#### Adélaïde Fouque
Née en 1768, fille d’un riche maraîcher, elle est atteinte d’une légère folie mais est cependant d'une grande sensibilité. Sujette à des crises nerveuses et à des convulsions, elle montre une incompatibilité avec le monde extérieur. Son comportement est bien souvent puéril. Elle se marie d’abord en 1786, avec Rougon, son garçon jardinier ; de cette union naît un fils, Pierre. Puis, après la mort de Rougon, elle se met en concubinage en 1789, avec Macquart, un contrebandier paresseux et quelque peu enclin à l’alcool. Bien que régulièrement battue par son amant, Adélaïde conçoit pour ce dernier un amour de louve. Deux enfants naissent de cette union : Antoine et Ursule. Ayant d’abord mis en avant sa vie de femme plutôt que celle de mère, elle demeure hantée par son péché : ne pas s’être assez occupée de Pierre. C'est pourtant celui-ci qui, après la mort de Macquart, la dépossède de ses biens. Elle élève plus tard Silvère Mouret, son petit-fils, après l’exécution duquel elle sombre définitivement dans la folie. Elle est alors internée à l'asile des Tulettes. Elle réapparaît dans le roman La Conquête de Plassans.

#### Rougon
Jardinier, mal dégrossi, mari d'Adélaïde Fouque. Il en a un enfant, Pierre Rougon, et meurt peu de temps après la naissance de celui-ci.

#### Macquart
Contrebandier et amant d'Adélaïde Fouque. Il lui donne deux enfants. Il n’a pas l’air foncièrement mauvais, mais s’avère fainéant et ivrogne ; c’est à cause de lui que la lignée des Macquart semblera marquée par une tendance à l’alcoolisme. Il meurt tué par un douanier.

### 2egénération

#### Pierre Rougon
Fils d'Adélaïde et d'un jardinier nommé Rougon, il est né en 1787. Très tôt, il développe les principaux défauts de la branche des Rougon : l'ambition féroce et l'avidité. Pierre a le désir de devenir bourgeois, il souhaite cela plus que toute autre chose. Afin d'accaparer la fortune de sa mère, il expulse de chez lui, par un fin stratagème, son demi-frère Antoine, et marie sa demi-sœur Ursule à un chapelier du nom de Mouret. Il se marie à son tour, avec la fille d’un marchand d’huile, Félicité Puech, et reprend le commerce familial. Ils ont cinq enfants : Eugène, Pascal, Aristide, Sidonie et Marthe. L'aîné, Eugène, grâce à son éducation et à son intelligence, gagne une haute place à Paris et sent venir le coup d'État du 2 décembre 1851. Il en informe son père qui, feignant d’être un brave et sachant qu’il court peu de risques, sauve Plassans des griffes d'insurgés imaginaires. Après le coup d’État, Pierre Rougon devient chevalier de la Légion d'honneur puis receveur particulier.

#### Antoine Macquart
Fils de Macquart et d’Adélaïde Fouque, né en 1789. Tiré au sort, il part soldat, son demi-frère Pierre Rougon lui ayant promis de le racheter l'année suivante (ce qu'il ne fera cependant pas). Libéré en 1815, il revient à Plassans, où il ordonne à Pierre de lui rendre sa part d'héritage ; devant le refus de son frère, et par opposition à celui-ci, Antoine devient un républicain engagé, rêvant de pouvoir vivre sans travailler. Outre sa paresse, il a hérité de son père une forte tendance à l'ivrognerie. Il épouse Joséphine Gavaudan, dite Fine, dont il a trois enfants : Lisa, Gervaise et Jean. Violent, impossible à vivre, il est abandonné par ses enfants à la mort de sa femme. Devant se nourrir seul, il fait tout pour que la république gagne à Plassans et, lorsqu’il n’y a plus d’espoir, sur une idée de sa belle-sœur Félicité, il participe à une mise en scène faisant passer Pierre pour un héros. Grâce à ce simulacre, il reçoit mille francs, puis fuit à l’étranger, son frère lui ayant promis une bonne place à son retour.

#### Ursule Mouret
Fille de Macquart et d’Adélaïde Fouque, née en 1791. Elle se marie en 1810 avec Mouret, un chapelier, ce qui lui permet de fuir la maison, où son demi-frère, Pierre Rougon, lui rend la vie difficile. Elle a trois enfants avec Mouret : François, Hélène et Silvère. Ils vont vivre à Marseille, où elle meurt de phtisie en 1839.

#### Félicité Rougon
Née Puech, elle épouse Pierre Rougon. Tout comme son mari, elle montre une avidité maladive, prête à tout pour devenir bourgeoise. Très intelligente, manipulant son mari, c’est grâce à elle qu'ils parviennent à leurs fins : elle soutient efficacement le camp des conservateurs et suggère l'idée du simulacre d'insurrection menée par Antoine Macquart, mise en scène qui fera de Pierre Rougon le maître politique de Plassans.

#### Joséphine Macquart, dite «Fine»
Née Gavaudan, puis mariée à Antoine Macquart. Tout comme son mari, elle aime l’alcool, mais, à sa différence, c'est une grande travailleuse. Elle nourrit Macquart pendant plusieurs années bien que celui-ci la batte et la vole. Elle meurt en 1850 d'une fluxion de poitrine.

#### Mouret
Chapelier qui tombe fou amoureux d’Ursule Macquart. Il lui donne trois enfants. Après la mort de sa femme, il sombre dans la dépression et se suicide un an après.

### 3egénération

#### Eugène Rougon
Fils aîné de Pierre et Félicité Rougon, né en 1811. Il reçoit une bonne éducation, fait des études de droit. Attiré par le pouvoir, il acquiert un haut poste à Paris, ce qui lui permet de prévoir le coup d'État du 2 décembre 1851. Il en prévient ses parents et les guide, afin qu’ils profitent de la situation pour faire fortune et établir leur notoriété à Plassans. Dans La Fortune des Rougon, sa vie à Paris reste assez obscure, on sait juste qu’il est un proche du futur Napoléon III. Il réapparaît dans plusieurs volumes des Rougon-Macquart, plus particulièrement dans Son Excellence Eugène Rougon.

#### Pascal Rougon
Deuxième enfant de Pierre et Félicité Rougon, né en 1813. À la différence des autres membres de sa famille, il ne souffre d'aucune tare héréditaire. Sa simplicité et sa droiture d'esprit contrastent avec le comportement de son entourage. Médecin, il aide les républicains en les soignant. Il aime réaliser des expériences bizarres sur les cadavres pour comprendre le fonctionnement du corps humain ; à cause de ses recherches, il est mis à l'écart à Plassans. Il réapparaît dans plusieurs romans, plus particulièrement dans Le Docteur Pascal.

#### Aristide Rougon
Troisième enfant de Pierre et Félicité Rougon, né en 1815. Il épouse en 1836 Angèle Sicardot, qui lui donne deux enfants, Maxime et Clotilde. Il est autant attiré par l'argent que son frère Eugène l'est par le pouvoir. Il pense tout d'abord que c’est la république qui va l’emporter, et la soutient donc ardemment. Journaliste, il écrit plusieurs articles prorépublicains. Lorsqu’il découvre que son frère Eugène soutient Louis-Napoléon Bonaparte, il se met à douter de la victoire républicaine. Au soir du coup d’État, il change de camp et se convertit au bonapartisme. À la fin de La Fortune des Rougon, il s'apprête à quitter Plassans. Il réapparaît dans plusieurs volumes des Rougon-Macquart, plus particulièrement dans La Curée (où on le retrouve monté à Paris, marié à Renée Béraud du Châtel et s'enrichissant par la spéculation immobilière), et dans L'Argent.

#### Sidonie Rougon
Quatrième enfant de Pierre et Félicité Rougon, née en 1818. Elle épouse en 1838 un clerc avoué, et part pour Paris. Comme tous les membres de la famille Rougon, elle ne manque ni d’envie ni de cupidité. Elle réapparaît dans plusieurs ouvrages de Zola: La Curée et Le Rêve. Ce dernier fait apparaître sa fille, Angélique, qu'elle a eue avec un inconnu après la mort de son mari.

#### Marthe Rougon
Cinquième enfant de Pierre et Félicité Rougon, née en 1820. Elle épouse en 1840 son cousin François Mouret, commis dans la maison de commerce de ses parents. Ils ont trois enfants : Octave, Serge et Désirée. Elle réapparaît dans plusieurs volumes des Rougon-Macquart, plus particulièrement dans La Conquête de Plassans.

#### Lisa Macquart
Fille d'Antoine et Joséphine Macquart, née en 1827. Calme et posée. À sept ans, elle part à Paris avec une femme qui l’emploie. Elle réapparaît dans plusieurs romans, plus particulièrement dans Le Ventre de Paris, où on la retrouve établie en charcutière avec son mari Quenu, dont elle a une fille, Pauline.

#### Gervaise Macquart
Deuxième enfant d'Antoine et Joséphine Macquart, née en 1828. Petite, fine, mais boiteuse de naissance (sans doute à cause des violences de son père sur sa mère enceinte), elle est aussi endurante au travail que sa mère, et apprend le métier de blanchisseuse. Très tôt, elle commence à boire (de l'anisette, avec sa mère). Elle a un amant du nom de Lantier, qui lui donne deux fils, Claude et Étienne. Après la mort de sa mère, pour échapper à son père, elle part à Paris avec Lantier. Elle réapparaît dans plusieurs volumes des Rougon-Macquart, plus particulièrement dans L'Assommoir. Après que Lantier l'a quittée, elle se remarie avec Coupeau, dont elle a une fille, Anna, dite « Nana ». Dans La Bête humaine, Zola donne à Gervaise un troisième fils, Jacques, né en 1844. Gervaise est peut-être le personnage le plus connu des Rougon-Macquart.

#### Jean Macquart
Troisième enfant d'Antoine et Joséphine Macquart, né en 1831. D'un naturel timide, il est révolté par la conduite de son père, mais il reste, pour soutenir sa sœur et sa mère. Après la mort de sa mère, il prépare un plan avec Gervaise et ils partent tous deux le même jour de Plassans, abandonnant leur père. Il réapparaît dans plusieurs romans, plus particulièrement dans La Terre et La Débâcle. Il aura deux enfants.

#### François Mouret
Fils aîné d'Ursule Macquart et de Mouret, né en 1817. Après le suicide de son père, il vient travailler dans le commerce de son oncle Pierre Rougon, et se marie avec la fille de celui-ci, Marthe. Ils ont trois enfants : Octave, Serge et Désirée. Lorsque Pierre Rougon se retire du commerce, François Mouret ne prend pas sa suite mais part s'établir à Marseille. Il réapparaît dans le roman La Conquête de Plassans.

#### Hélène Mouret
Fille d'Ursule Macquart et du chapelier Mouret, née en 1824. Dans La Fortune des Rougon, il n'est fait mention que du fait qu'elle se trouve orpheline en 1839. Elle réapparaît dans le roman Une page d'amour. Elle y épouse Grandjean, dont elle a une fille, Jeanne. Son mari la laisse veuve à vingt-neuf ans.

#### Silvère Mouret
Troisième enfant d'Ursule Macquart et du chapelier Mouret, né en 1834. Il n'a que six ans lorsque son père se suicide. Il est alors recueilli par sa grand-mère Adélaïde Fouque, qu'il surnomme affectueusement « Tante Dide ». C'est un républicain convaincu. Il tombe amoureux de Miette, mais refuse toute relation charnelle avec elle avant leur mariage, prévu après la victoire républicaine. Il se bat contre le coup d'État du 2 décembre 1851 et, à cette occasion, crève l’œil d'un gendarme. Celui-ci, après la mort de Miette, retrouve Silvère et l'assassine dans le cimetière, d'une balle dans la tête. Sa mort rend sa grand-mère folle.

#### Marie Chantegreil, dite «Miette»
Fille d’un braconnier ayant tué un gendarme alors que celui-ci le tenait en joue, elle se révolte à chaque fois qu’on accuse son père d’autre chose que du meurtre du gendarme. Elle est solitaire, du fait des propos désobligeants des habitants de Plassans; son premier ami est Silvère Mouret, et ils tombent amoureux l’un de l’autre. Lors de la marche des insurgés contre le coup d'État du 2 décembre 1851, Miette est tuée par un tir général des soldats, et meurt sous les baisers de Silvère, regrettant de mourir jeune fille.

### 4egénération

#### Claude Lantier
Fils aîné de Gervaise Macquart et d'Auguste Lantier, né en 1842. D'abord recueilli par sa grand-mère paternelle, il part ensuite à Paris avec ses parents, puis, de retour à Plassans, il est pris en charge par un vieux monsieur qui s'occupe de son éducation, séduit par la qualité de ses dessins. Devenu peintre et remonté à Paris, il apparaît particulièrement dans Le Ventre de Paris, et L'Œuvre.

#### Jacques Lantier
Second fils de Gervaise et d'Auguste Lantier, né en 1844. Il n'en est pas fait mention dans La Fortune des Rougon. Il est recueilli par sa marraine, une cousine de son père, lorsque, à six ans, ses parents le laissent à Plassans pour monter à Paris. Il apparaît dans La Bête humaine.

#### Étienne Lantier
Présenté dans La Fortune des Rougon comme le second fils de Gervaise Macquart et d'Auguste Lantier, né en 1846, il en est en réalité le troisième (Jacques n'étant pas cité dans ce roman). Élevé d’abord par sa grand-mère paternelle, il part avec ses parents à Paris. On le retrouve par la suite dans plusieurs romans, plus particulièrement dans Germinal.

#### Anna Coupeau
Fille de Gervaise Macquart et de Coupeau, née en 1852. Il n'en est pas fait mention dans La Fortune des Rougon. Elle apparaît dans L'Assommoir, et surtout dans Nana, dont elle est l'héroïne. Elle donne naissance à un fils, Louis Coupeau, dit Louiset.

#### Maxime Saccard
Fils d'Aristide Saccard (nom que prend Aristide Rougon dans La Curée) et de sa première femme Angèle Sicardot, il est né en 1840. Il figure parmi les personnages principaux de La Curée, avec son père, et sa belle-mère Renée Saccard (née Béraud du Châtel).

#### Clotilde Rougon
Fille d'Angèle Sicardot et d'Aristide Rougon (dit Saccard), née en 1847. Elle n'est pas citée dans La Fortune des Rougon. À la mort de sa mère, elle est élevée à Plassans, par son oncle le docteur Pascal. Ils ont un fils en 1874. On la retrouve surtout dans Le Docteur Pascal.

#### Victor Rougon
Fils d'Aristide Rougon (dit Saccard) et de Rosalie Chavaille, né en 1853. Il n'en est pas fait mention dans La Fortune des Rougon. Il est un des personnages de L'Argent.

#### Angélique Rougon
Fille de Sidonie Rougon et d'un inconnu, née en 1851. Elle n'est pas citée dans La Fortune des Rougon. Elle apparaît dans Le Rêve.

#### Octave Mouret
Fils aîné de François Mouret et Marthe Rougon, né en 1840. Il n'apparaît pas dans La Fortune des Rougon, mais dans La Conquête de Plassans; on le retrouve dans les romans Pot-Bouille et Au Bonheur des Dames.

#### Serge Mouret
Second fils de François Mouret et Marthe Rougon, né en 1841. Il entre dans les ordres. Il fait son apparition dans La Conquête de Plassans et on le retrouve surtout dans La Faute de l'abbé Mouret, roman dont il est le héros.

#### Désirée Mouret
Fille de François Mouret et Marthe Rougon, née en 1844. Elle apparaît dans La Conquête de Plassans et La Faute de l'abbé Mouret. C'est une « innocente », élevée par son frère Serge, après la mort de leurs parents.

#### Jeanne Grandjean
Fille d'Hélène Mouret et de Grandjean, née en 1842. Elle apparaît dans Une page d'amour ; elle meurt à l'âge de 12 ans.

#### Pauline Quenu
Fille de Lisa Macquart et de Quenu, née en 1852. On la découvre petite fille dans Le Ventre de Paris et elle réapparaît dans les romans La Joie de vivre et Le Docteur Pascal.

## Quelques thèmes
Au travers de l'ascension de Pierre et Félicité Rougon, c'est la conquête du pouvoir par Louis-Napoléon Bonaparte que Zola veut critiquer : Pierre Rougon sauve tout autant Plassans de l'anarchie que Bonaparte sauve la France. Zola conteste le mythe de l'homme providentiel qu’a pu représenter le futur Napoléon III.
Il est à noter également l'opposition entre les types de personnages : Pierre Rougon et Antoine Macquart, d'une part, tous deux filous et manipulateurs, ne pensant qu'à satisfaire leurs appétits (de pouvoir et d'argent pour le premier, de ripaille et de fainéantise pour le second) et Silvère, Miette et Tante Dide, d'autre part, naïfs et généreux.
Zola dépeint de manière très tendre l'idylle entre les deux adolescents : leurs conversations quotidiennes en ne se voyant l'un l'autre que dans les reflets de l'eau du puits, tout comme leur promenade sur la route de Nice, au début de l'ouvrage, tous deux enveloppés dans le manteau de Miette, sont des tableaux charmants.
Mais il demeure toujours dans le roman une forte tension entre amour et mort : Miette tombant sous les balles des soldats, puis Silvère mourant la tête fracassée d'un coup de pistolet, donnent à l'ouvrage des moments d'émotion intense.

## Édition
- La Fortune des Rougon, Paris, G. Charpentier, 1879    (Wikisource)